# Dreieinigkeitskirche (Bad Essen-Rabber)

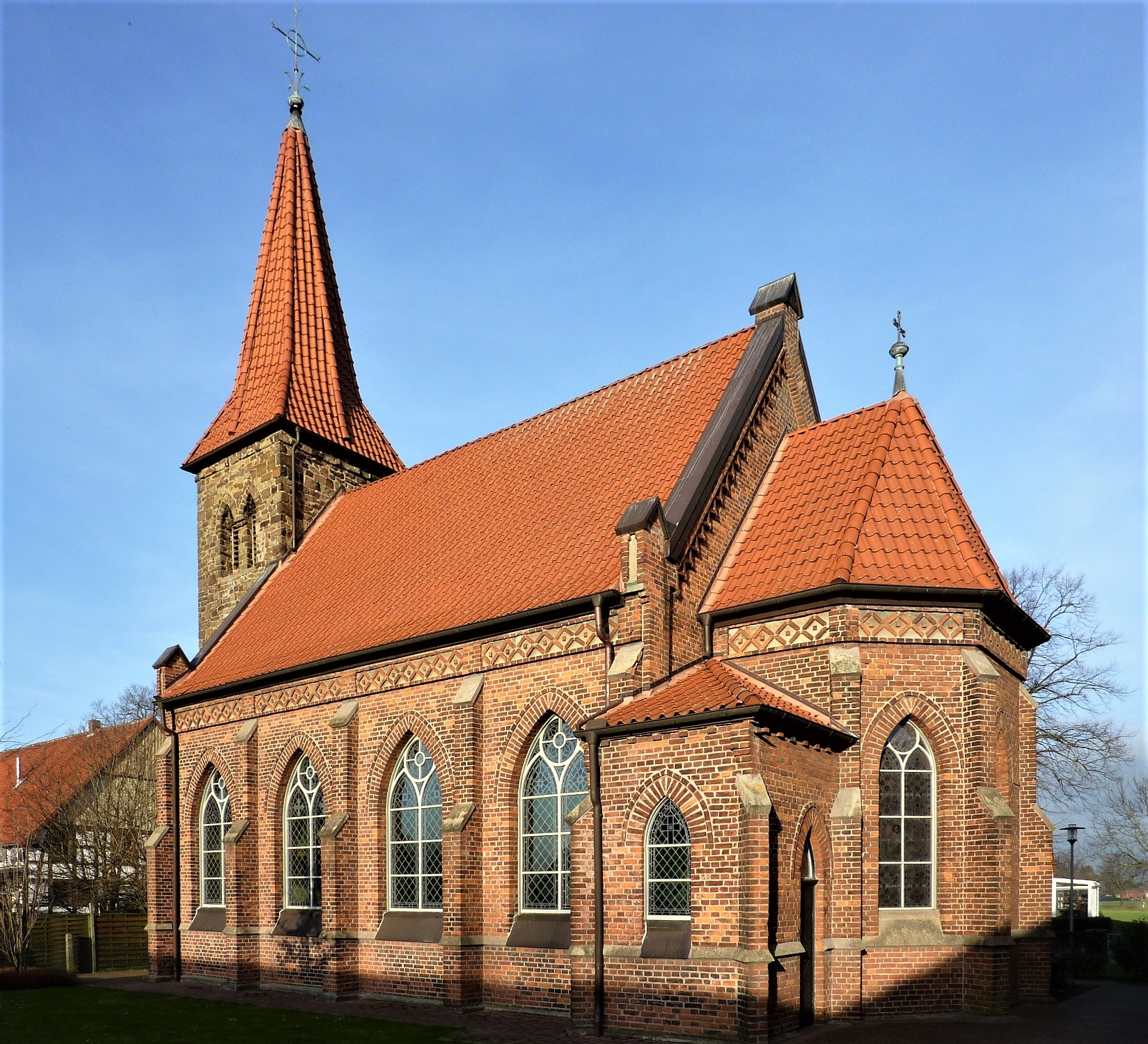
Dreieinigkeitskirche Rabber

Die Dreieinigkeitskirche ist die evangelisch-lutherische Kirche von Rabber, einem Ortsteil der Gemeinde Bad Essen im Landkreis Osnabrück in Niedersachsen. Zusammen mit der Petrusgemeinde in Blasheim  und der Johannes-Gemeinde in Schwenningdorf bildet die Gemeinde einen Gemeindebezirk in der Selbständigen Evangelisch-Lutherischen Kirche.

## Geschichte
1881 spaltete sich eine altlutherische Gemeinde Rabber von der Evangelisch-lutherischen Landeskirche Hannovers ab und gründete die Dreieinigkeitsgemeinde. Der 1896–1897 nach Plänen des Hildesheimer Architekten Werner Söchtig in Backstein errichtete Kirche ist eine neugotische Saalkirche mit polygonal schließendem Altarhaus und einem in Werkstein ausgeführten Turmbau im Stil der Hannoverschen Architekturschule.

## Orgel
1985 erhielt die Kirche im bestehenden neubarocken Prospekt eine Orgel der Firma Orgelbau Kreienbrink mit 17 klingenden Registern mit mechanischer Traktur. Die Orgel besitzt die folgende Disposition:
| I Hauptwerk C–g3 |    |
| Prinzipal        | 8′ |
| Rohrflöte        | 8′ |
| Oktave           | 4′ |
| Waldflöte        | 2′ |
| Sesquialter II   |    |
| Mixtur IV        |    |
| Tremulant        |    |

| II Brustwerk C–g3 |       |
| Gedackt           | 8′    |
| Blockflöte        | 4′    |
| Prinzipal         | 2′    |
| Quinte            | 1 ⁄3′ |
| Scharff VI        |       |
| Schalmey          | 08′   |
| Tremulant         |       |

| Pedal C–      |     |
| Subbass       | 16′ |
| Prinzipalbass | 08′ |
| Choralbass    | 04′ |
| Fagott        | 16′ |

- Koppeln: II/I, I/P, II/P